# Commercial Orbital Transportation Services
Commercial Orbital Transportation Services, COTS (укр. Комерційні послуги орбітальних перевезень) — програма НАСА, для координації доставки вантажів та екіпажу на Міжнародну космічну станцію за допомогою приватних компаній. Програма була анонсована 18 січня 2006, керівництво НАСА передбачає, що необхідність в ній буде залишатися щонайменше до 2015 року.
Слід відрізняти програму COTS від програми CRS (Commercial Resupply Services), оскільки COTS пов'язана з розвитком транспортних засобів, а CRS з фактичною доставкою вантажів.
На 23 грудня 2008 року НАСА уклало контракти CRS з компаніями «Orbital Sciences Corporation» і SpaceX, воно буде використовувати їх створені за програмою COTS кораблі — «Cygnus» і «Dragon»- для доставки вантажів на МКС.

## Мета програми
Замість корисних навантажень, що зараз доставляються на Міжнародну космічну станцію (МКС) існуючими транспортними засобами, NASA планує витрачати $ 500 млн. (менше, ніж вартість одного польоту Шатла) до 2010 року для фінансування демонстрації орбітальних транспортних послуг з комерційними провайдерами. На відміну від будь-якого попереднього проекту НАСА, запропоновані кораблі будуть у власності й отримуватимуть фінансуватися в основному самими компаніями і будуть призначені для обслуговування як урядових установ США, так і комерційних клієнтів. НАСА буде лише орендувати транспортні засоби відповідно до своїх вимог.
Ці вимоги більші, ніж у існуючих комерційних космічних перевізників, оскільки вимагають запуск на точні орбіти, зближення та стиковки з іншими кораблями. Приватні космічні кораблі та їх провайдери конкурують за чотири конкретних області обслуговування:
- Можливість рівня A: Доставка вантажів в негерметичному кораблі та їх утилізація
- Можливість рівня B: Доставка вантажів в герметичному кораблі та їх утилізація
- Можливість рівня C: Доставка вантажів в герметичному кораблі, їх повернення та відновлення
- Можливість рівня D: Транспортування екіпажу.

## Історія

### Перший тур
У травні 2006 року NASA відібрали шість пропозицій півфіналістів для подальшої оцінки.
18 серпня 2006 НАСА ESMD оголосило, що SpaceX і Rocketplane Kistler виграв перший етап програми COTS. NASA планує підписати з переможцем контракти до кінця 2010 року.
З 8 листопада 2006 Rocketplane Kistler і Alliant Techsystems оголосила, що Alliant Techsystems стане головним підрядником за К-1.
НАСА припиняє дію угодою по програмі COTS з Rocketplane Kistler у вересні 2007 року після того, як NASA попередив Rocketplane Kistler, що їй не вдалося зібрати достатньо приватного фінансування до 31 липня 2007, й $ 175 мільйонів з бюджету програми COTS будуть присуджені іншому учаснику, або учасникам.

### Другий тур
В 2007 NASA підписало окремі безоплатні космічні угоди з чотирма компаніями. Ці угоди не передбачають ніякої фінансової підтримки, однак NASA погодилися обмінюватися інформацією, щоб допомогти компаніям у розвитку їх перспективних засобів доставки.
22 жовтня 2007 НАСА запросив пропозиції на $ 175 млн що були нерозподіленими після першого туру. Деякі з нових суперників, які вступили в змагання мали подати свої пропозиції до листопада 2007 року. На фінансування претендували компанії Spacehab, Andrews Space, PlanetSpace and Orbital Sciences Corporation.
19 лютого 2008, другий відбірковий тур закінчений рішенням на користь компанії Orbital Sciences Corporation, для космічних апаратів Cygnus.
22 грудня 2008, NASA заявили, що вони будуть обговорювати контракти на відбір для надання комерційних послуг постачання вантажів Commercial Resupply Services до Міжнародної космічної станції. НАСА оголосила про розміщення контракту для SpaceX і Orbital Sciences Corporation на прес-конференції 23 грудня, 2008. Контракти включають мінімум 12 місій для SpaceX і 8 місій для Orbital Sciences. PlanetSpace оголосила протест РП після підбиття підсумків НАСА про результатів конкурсу. 22 квітня 2009 РП оприлюднити своє рішення відхилити протест.
Cygnus буде запущений носієм Taurus II з стартового майданчика 0B на Серединно-Атлантичному регіональному космопорті, що на острові Уоллопс, Вірджинія. Перший запуск запланований на березень 2011 року. Dragon буде запущений з Falcon 9 космодрому космічного стартового комплексу 40 на мисі Канаверал, мис Канаверал, штат Флорида. Він почав випробувальних пусків у 2010 році.
SpaceX здійснив перший запуск носія Falcon 9 з макетом корабля Dragon. Політ капсули пройшов успішно 4 червня 2010. Перший демонстраційний політ корабля постачання, Dragon C1, відбулося 8 грудня 2010 року, під час польоту продемонстровано роботу капсули на орбіті. Dragon здатний, можливість отримати реагувати на землю команди, і здатність завоювати і зберегти спрямованого узгодження з НАСА TDRSS вузькосмугові системи супутникового зв'язку який використовується в поєднанні з усіма пілотованими космічними засобами в тому числі й до польотів до Міжнародної космічної станції. SpaceX прагне зменшення на третину кількості демонстраційних польотів й продемонструвати можливості з стикування, об'єднуючи таким чином другий демонстраційний політ, що відбудеться в квітні 2011 року. SpaceX розраховує на отримання компенсації за виконання всіх демонстраційних польотів навіть якщо будуть завершені перші два.